# 世界教师日

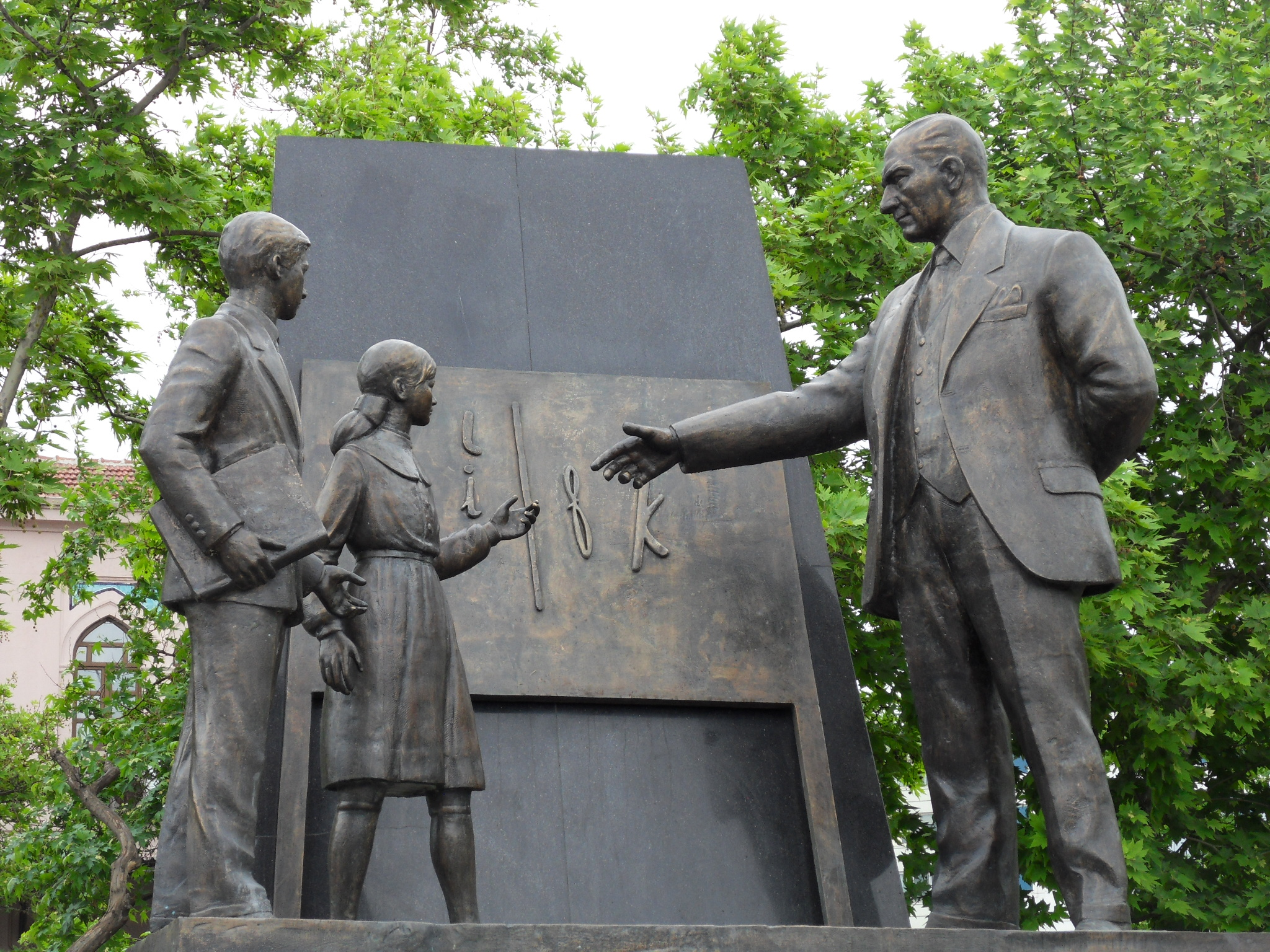
土耳其國父凱末爾教授民眾土耳其語正字法雕像

世界教师日（英語：World Teachers' Day，縮寫：WTD），又稱國際教師節，是每年的10月5日。
该主题日于1994年由联合国教科文组织和国际劳工组织共同发起。1966年10月5日，国际劳工组织和联合国教科文组织共同审议通过了《关于教师地位的建议书》，因此将该主题日设在当天。世界教师日旨在赞扬和感谢全世界教师为教育事业和人类作出的贡献，并引起对教师的世界性关注，帮助教师维护自身权益。每到这一天，全球超过100个国家举办庆祝活动。